# 胸いっぱいの悲しみ
「胸いっぱいの悲しみ」（むねいっぱいのかなしみ）は、日本の歌手である沢田研二の7枚目のシングルである。
1973年8月10日にポリドール・レコードより発売された。

## 解説
- アルバム『JULIE VI ある青春』とともにロンドンでレコーディングされた。
- B面の「気になるお前」は、1978年に近田春夫&ハルヲフォンが発表したアルバム『電撃的東京』でカバーした。

## 収録曲
1. 胸いっぱいの悲しみ（3分07秒）
  - 作詞:安井かずみ／作曲:加瀬邦彦／編曲:Harry Robinson
2. 気になるお前（3分04秒）
  - 作詞:安井かずみ／作曲:加瀬邦彦／編曲:Harry Robinson

## 参加ミュージシャン
- ロンドン・オリンピック・スタジオ・オーケストラ

## 沢田研二の関連作品
- JULIE VI ある青春

## カバー
胸いっぱいの悲しみ
- 欧陽菲菲 - アルバム『火の鳥』（1973年）収録

気になるお前
- HOUND DOG - カバーアルバム『PARADISE LUNCH』（1995年3月）収録
- ROLLY - カバーアルバム『ROLLY'S ROCK CIRCUS〜70年代の日本のロックがROLLYに与えた偉大なる影響とその影と光〜』（2015年7月8日）収録